# Мерион (Илиноис)
Мерион (енгл. Marion) град је у америчкој савезној држави Илиноис. По попису становништва из 2010. у њему је живело 17.193 становника.

## Демографија
Према попису становништва из 2010. у граду је живело 17.193 становника, што је 1.158 (7,2%) становника више него 2000. године.
| Група             | 2000.          | 2010.          |
| Белци             | 14.760 (92,0%) | 14.832 (86,3%) |
| Афроамериканци    | 696 (4,3%)     | 1.278 (7,4%)   |
| Азијати           | 133 (0,8%)     | 262 (1,5%)     |
| Хиспаноамериканци | 257 (1,6%)     | 445 (2,6%)     |
| Укупно            | 16.035         | 17.193         |